# 제인 A. 로저스
제인 A. 로저스(Jane A. Rogers, 1960년 4월 6일 ~ )는 미국의 배우, 텔레비전 배우, 영화배우이다.
미니애폴리스에서 태어났다.

## 영화
- 제7의 천국 (1996년)
- 콜로니 (1996년)
- 용서받지 못할 관계 3 (1995년)
- 유혹의 깊은 밤 (1994년)
- 레니게이드 (1992년)
- 비버리힐즈의 아이들 (1990년)